# Neumannova čp. 148 (Prachatice)
Původně měšťanský dům se nachází na parc. č. 154 [462-464] na adrese Neumannova čp. 148 v Prachaticích. Dům je zapsán v Ústředním seznamu kulturních památek České republiky pod rejstříkovým číslem ÚSKP 35703/3-3448.

## Historie domu

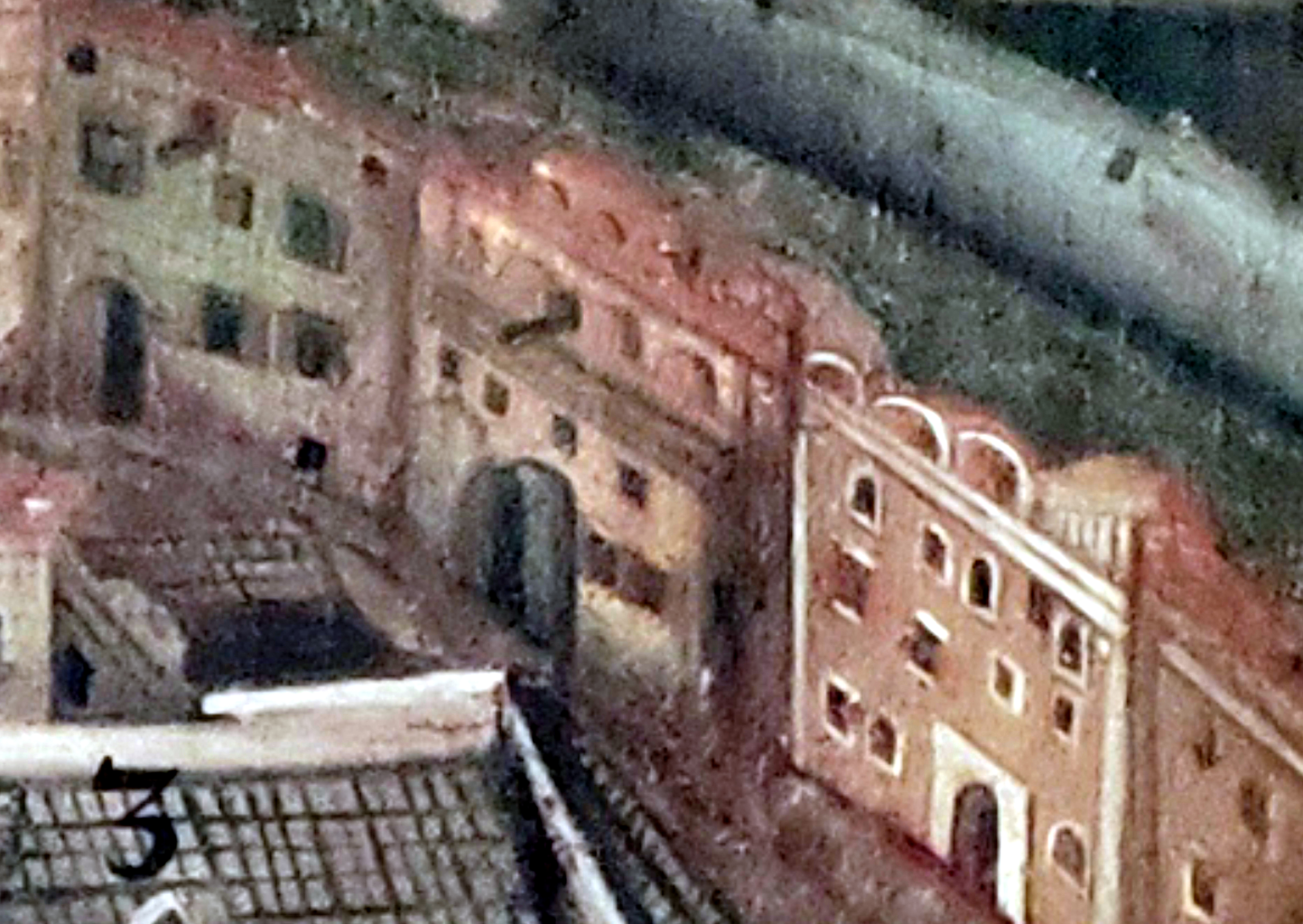
Podoba domu z roku 1670 zachycená na obraze Jidřicha de Verle. Dům (uprostřed) má ještě atikové patro s obloučkovou atikou, pravý akrýř je již podezděn a soudka napravo není dosud zazděna.

Jednopatrový dům vznikl pravděpodobně již ve středověku spojením dvou původně samostatných domů. To prokazuje nález soudky, která tvořila hranici mezi původními stavbami. Základy budovy jsou gotické, později byl přebudován do renesanční podoby a po požáru v roce 1832 dům přišel o atikové patro. V roce 1995 prošla stavba komplexní rekonstrukcí a byla jí částečně návrácena renesanční podoba. 

## Popis domu
Budova je jednopatrová s vysazeným patrem na krakorcích. Fasáda je pětiosá. Střecha domu je příčně sedlová.V pravé polovině jsou segmenty pod arkýřovým patrem dozděné. Dům je nápadný díky arkýři umístěném na dvou zespodu obloučkových krakorcích, šambránám okolo oken a pozůstatkům maleb v pravé části průčelí stavby. 
V zadním traktu dům zasahoval až k hradbám a jeho zadní stěna má proto dvoumetrovou tloušťku. V 19. století byla fasáda do ulice nově vyzdobena malbami nebo sgrafitem. Malby na úrovni 1. patra odkazovaly na významné osobnosti českých dějin, zobrazovaly krále (nejspíše Přemysla Otakara II., dále Jana Husa, Jana Žižku s palcátem a Břetislava I. s mečem. Na úrovni přízemí se nacházela vyobrazení Jiřího z Poděbrad, svatého Václava a Karla IV. v mladém věku bez koruny. Po několika obnoveních v 19. století byly v roce 1904 nahrazeny rostlinnými motivy s německými nápisy, později byla i tato fasáda zabílena. V roce 1995 byly, po předchozím restaurátorském průzkumu v roce 1994, odkryty a restaurovány na fasádě zbytky renesanční výzdoby z celkem tří rozdílných vrstev ze 16. a 17. století.

## Malířská výzdoba a její vývoj

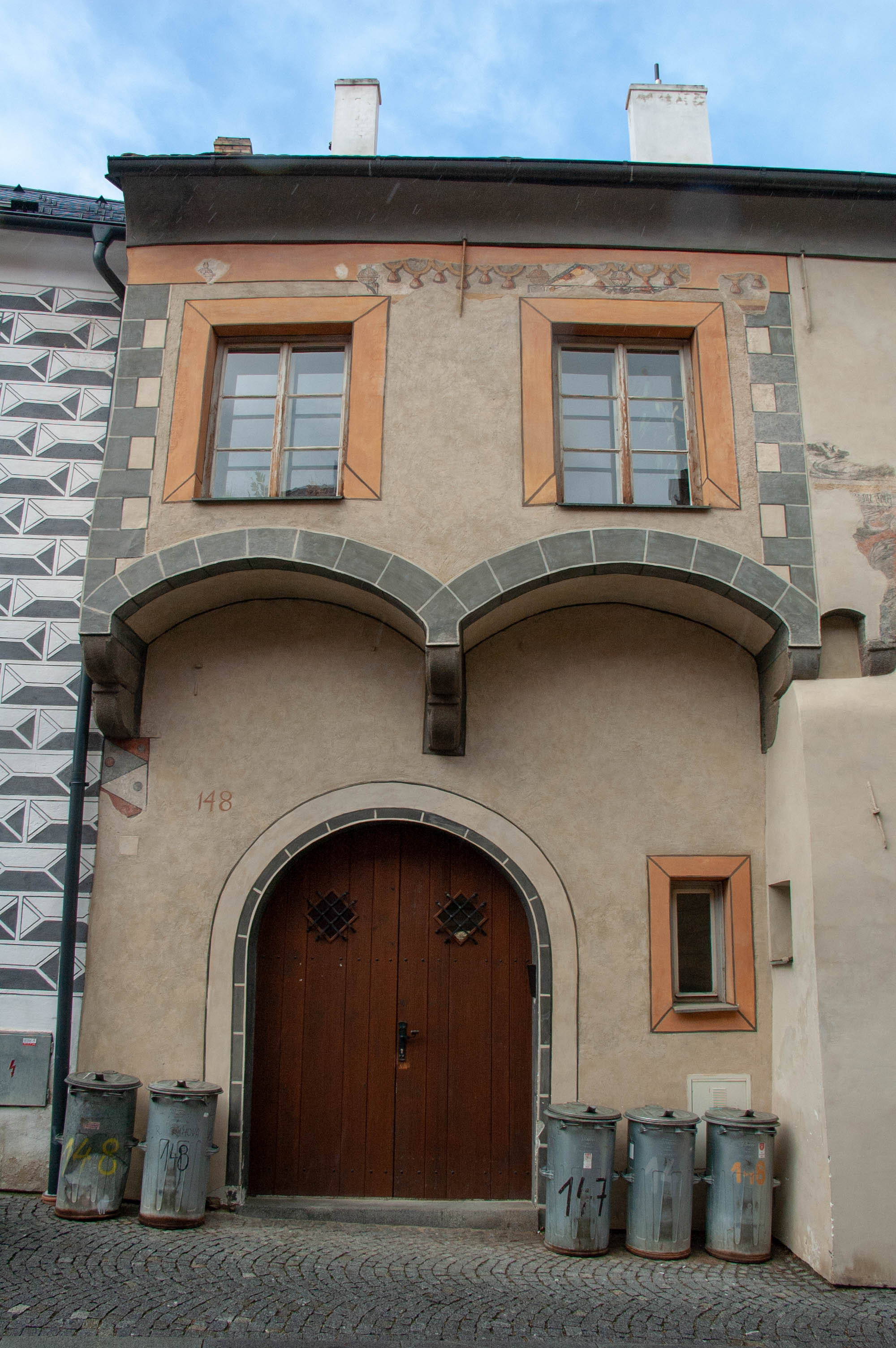
Neumannova č.p. 148, levá část domu s arkýřem

### Popis maleb mezi třetím a čtvrtým oknem druhého patra (alegorie dvou cest):

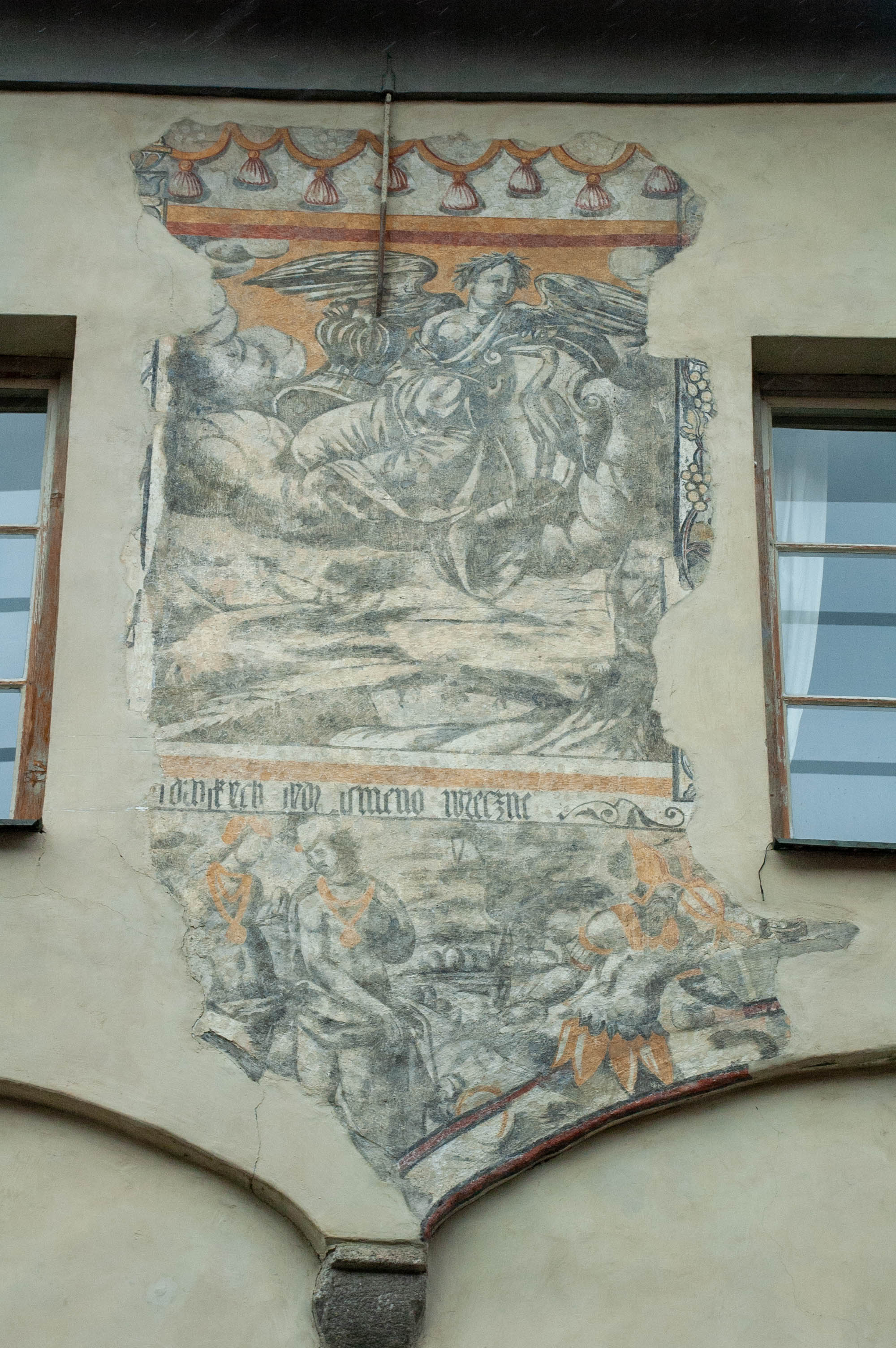
Neumannova č.p. 148, Prachatice: Alegorie dvou cest, ke slávě a mravní čistotě.

### Pohledy na dům Neumannova 148

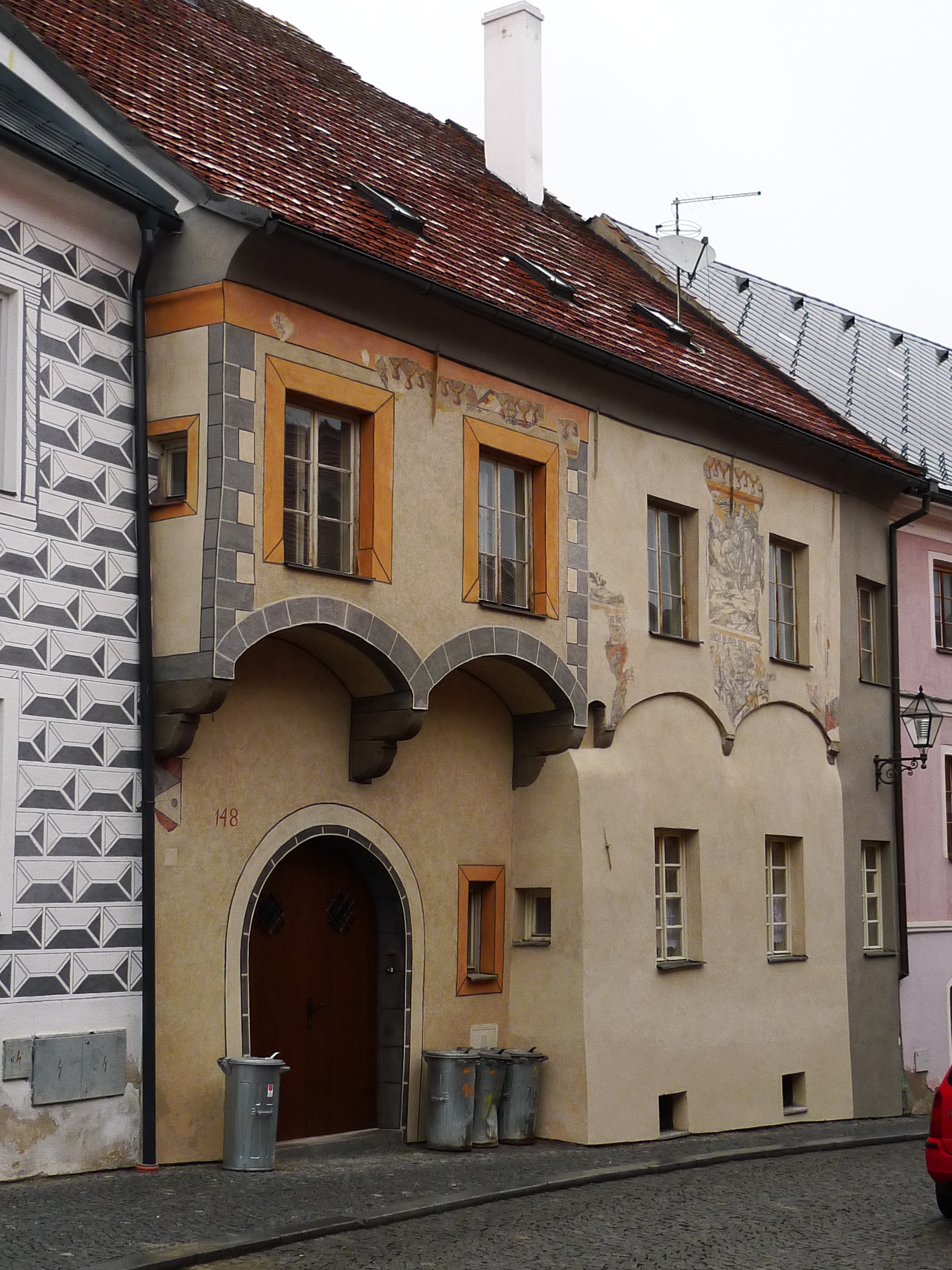
Pohledy na dům Neumannova 148
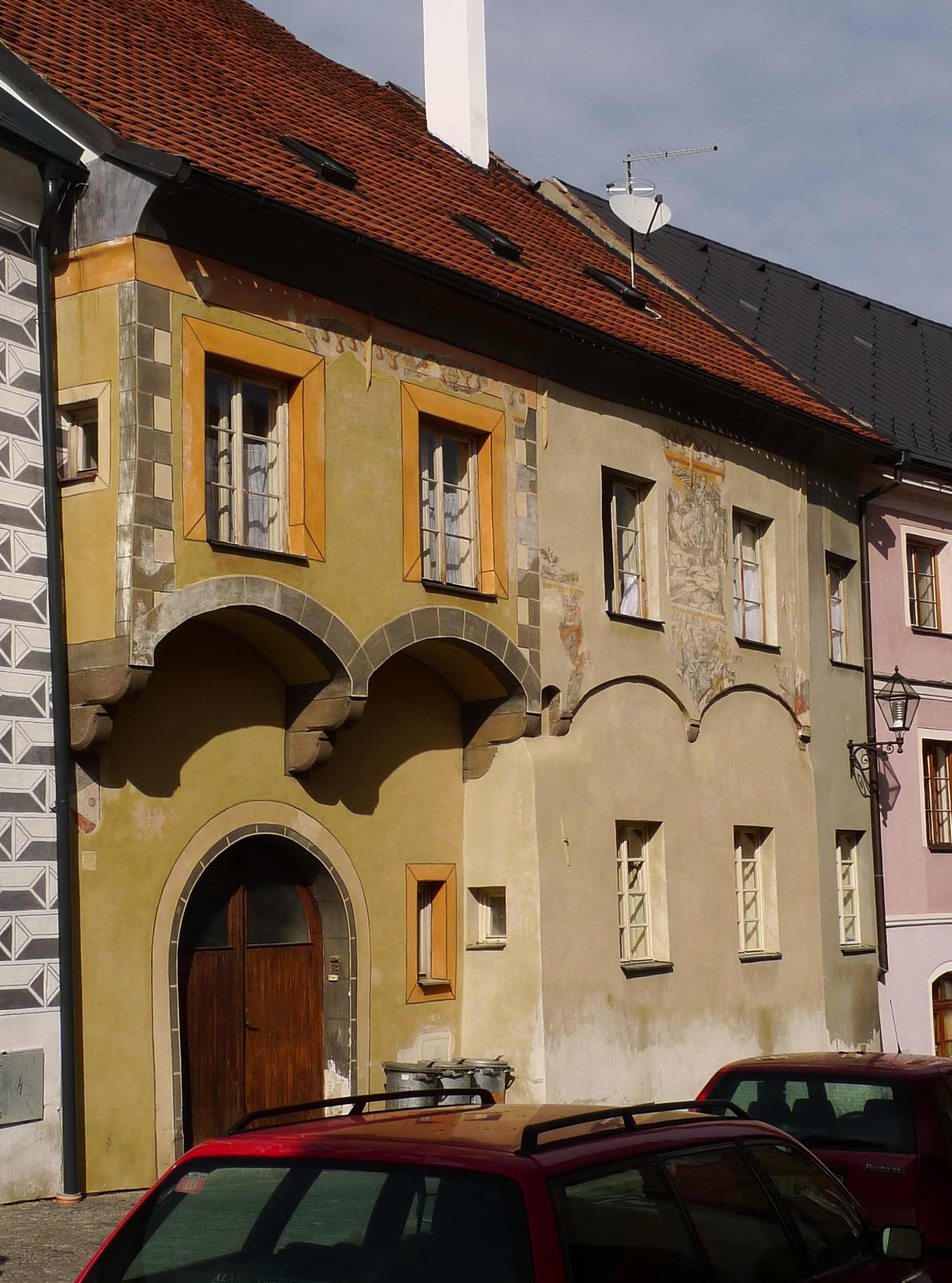
Pohledy na dům Neumannova 148
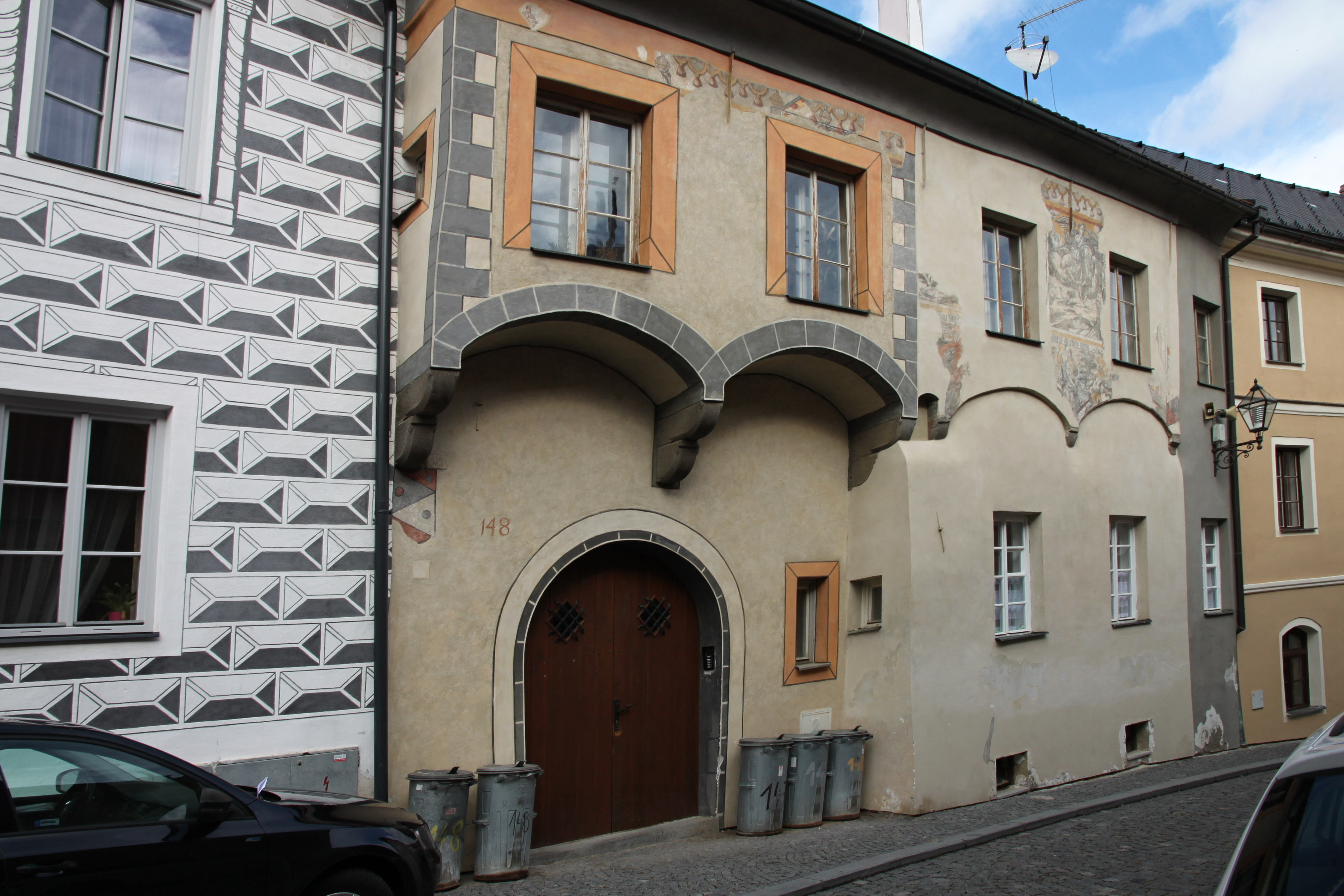
Pohledy na dům Neumannova 148

### Detaily sgrafit na domě Neumannova 148

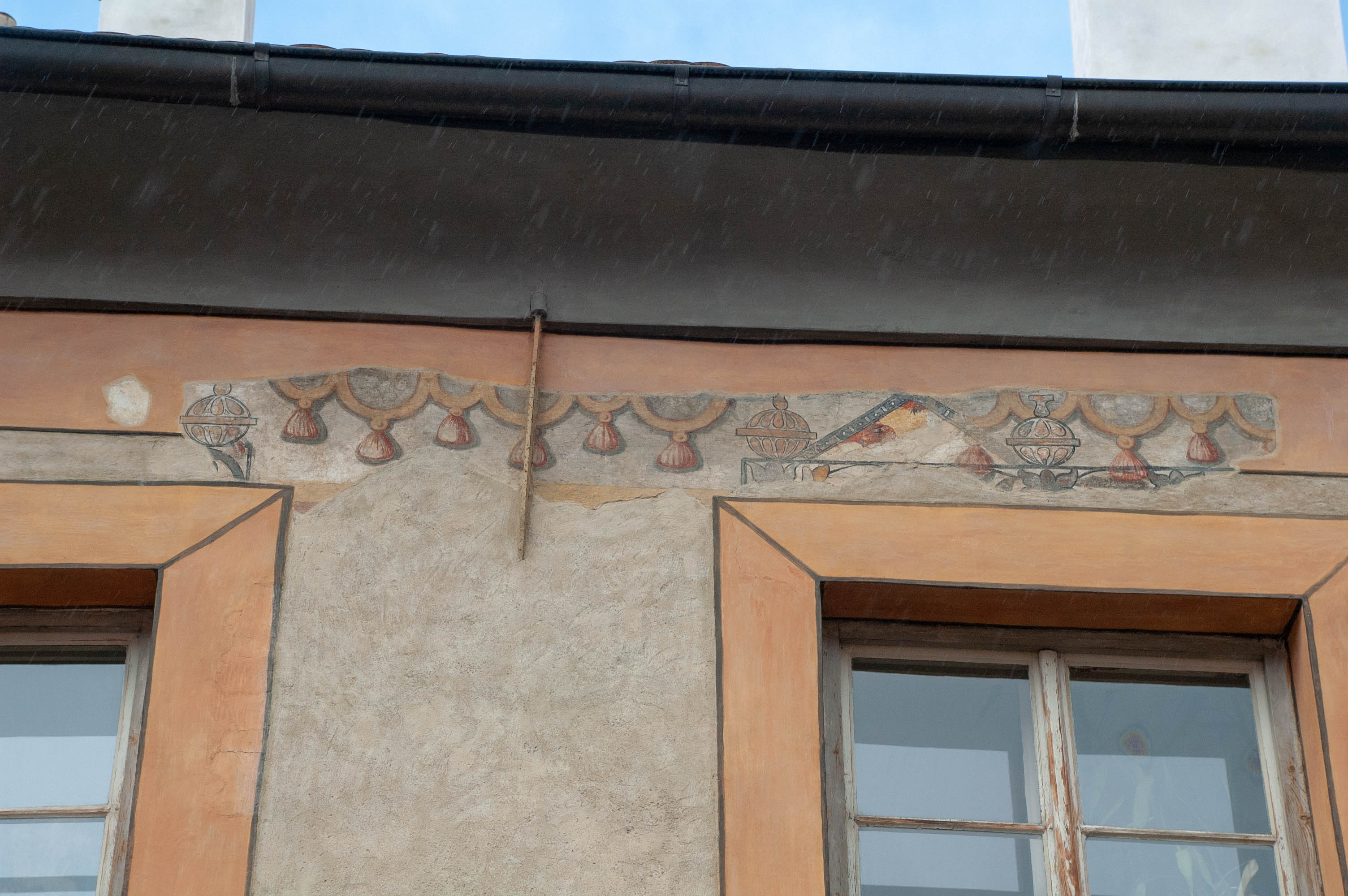
Zbytky fresek nad okny
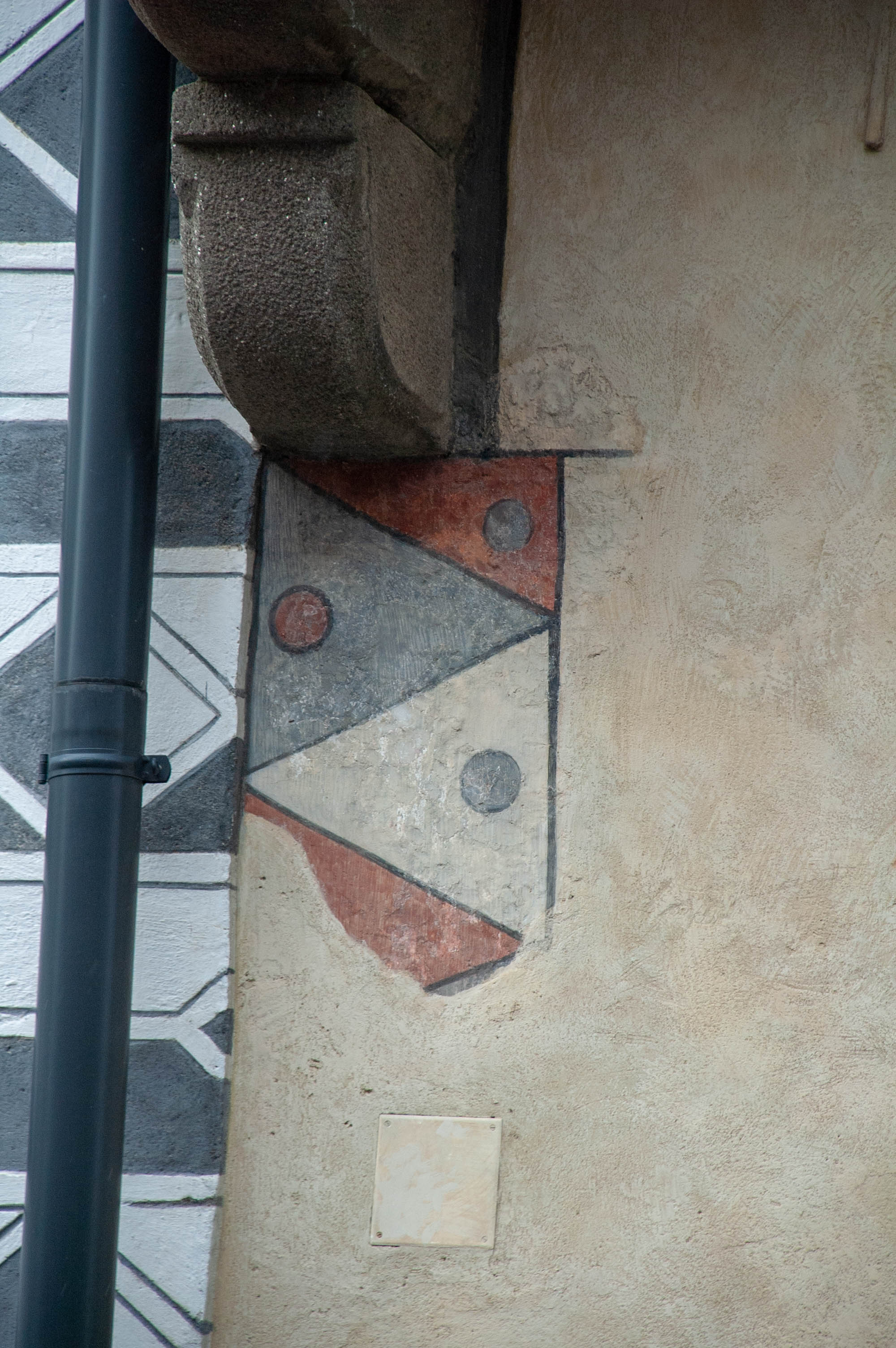
Zbytek fresky pod krakorcem

### Detaily torza fresek na domě Neumannova 148

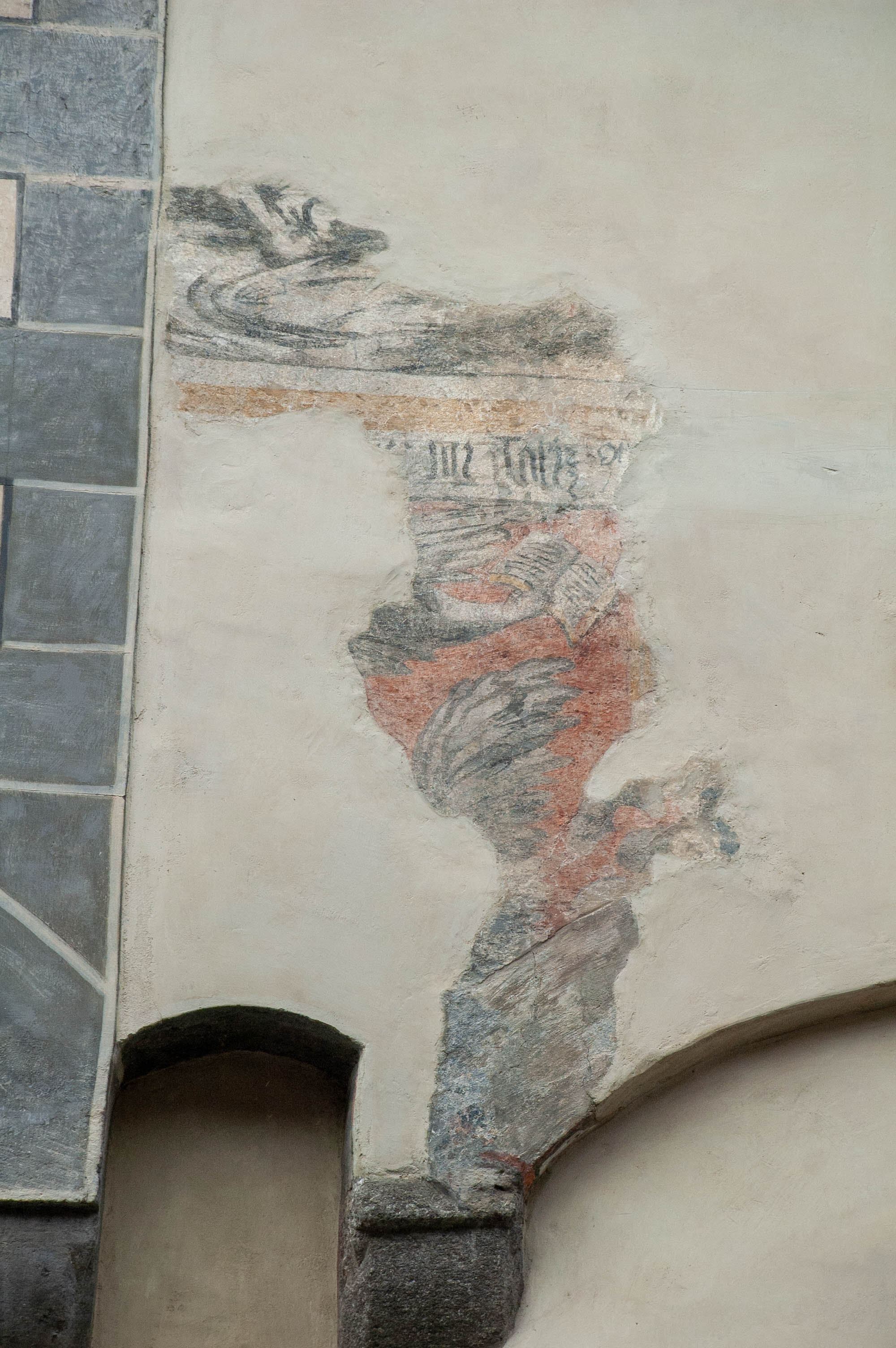
Detaily torza fresek na domě Neumannova 148
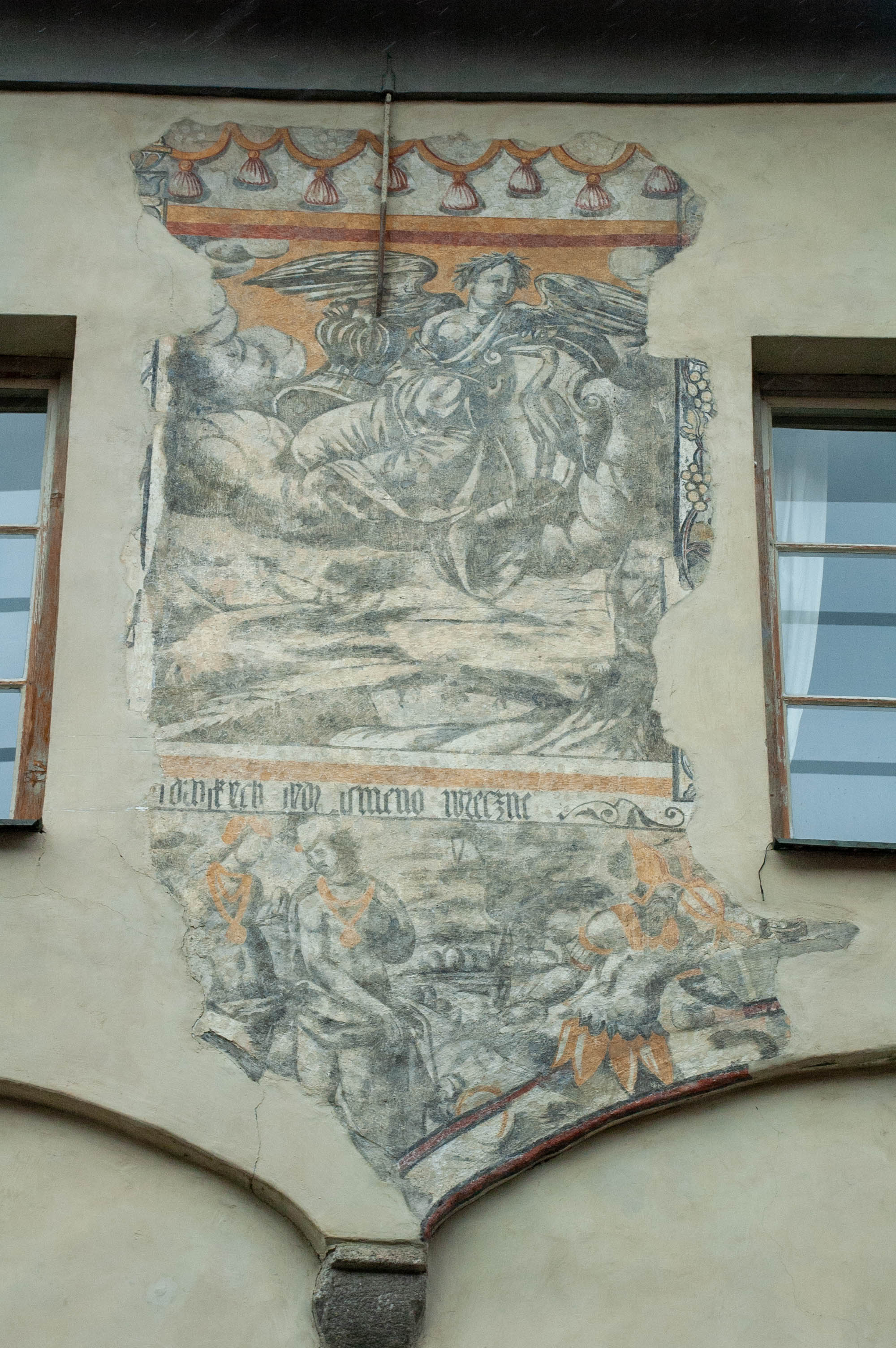
Zbytky fresek na fasádě
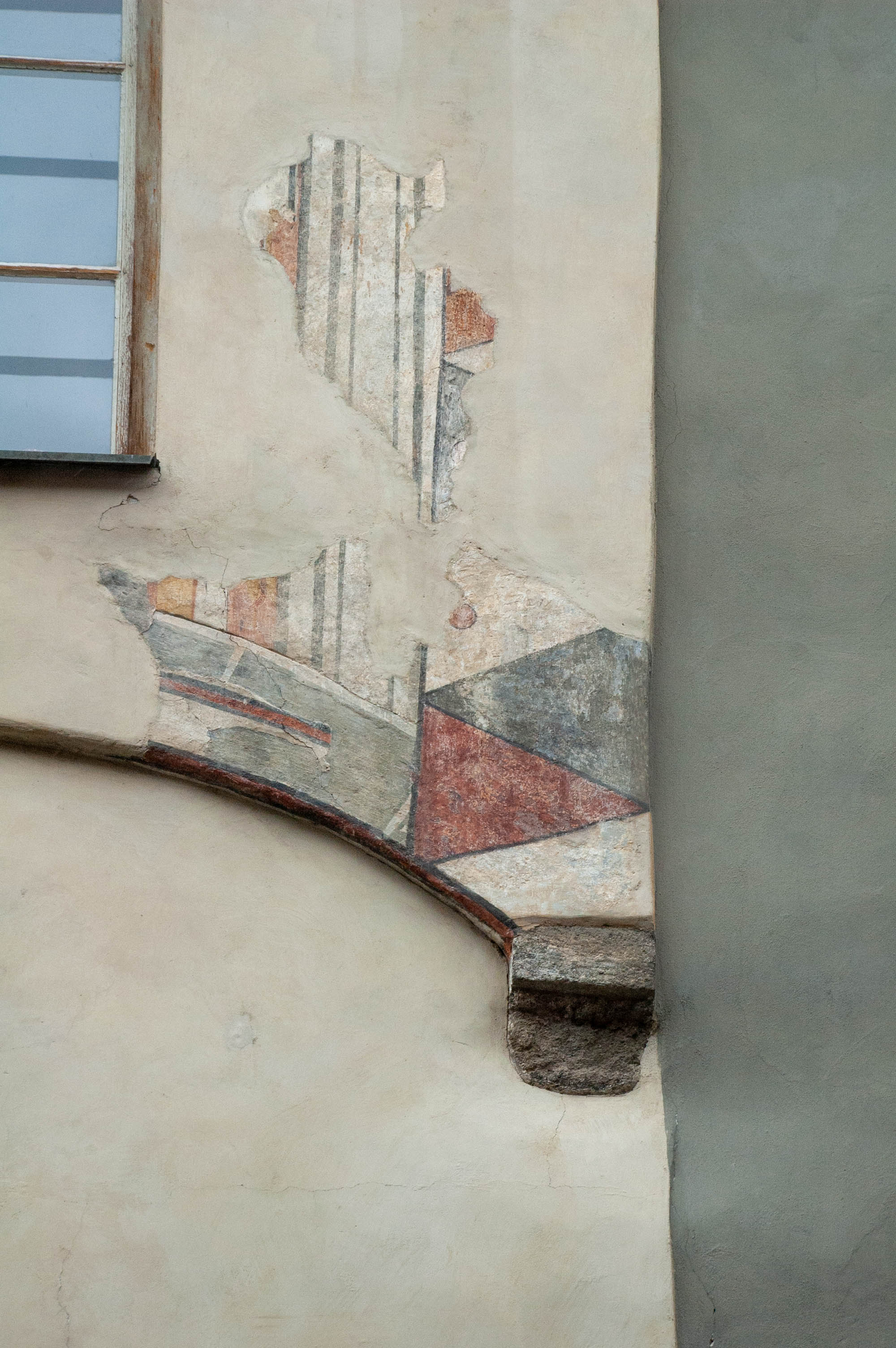
Detaily torza fresek na domě Neumannova 148
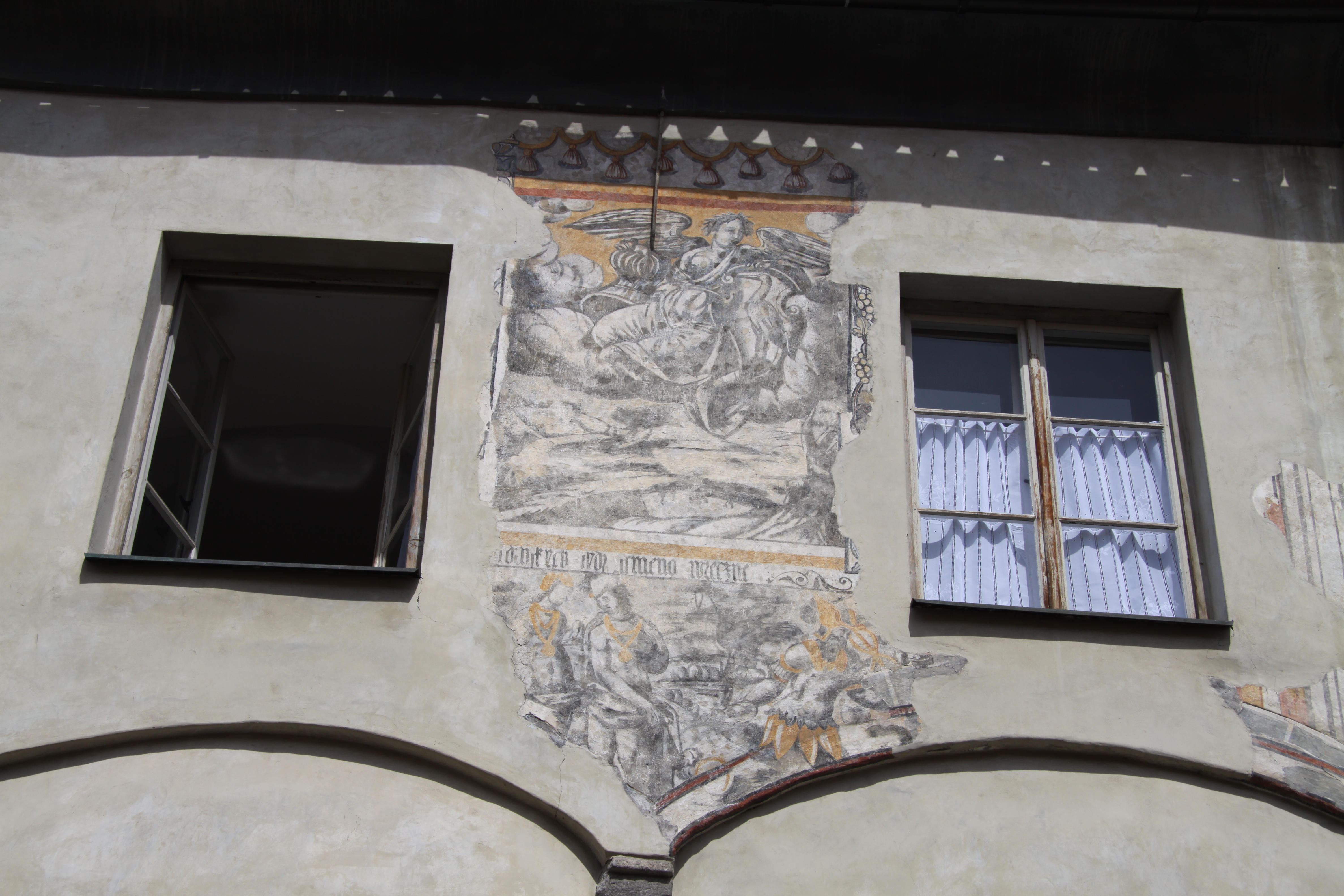
Detail 1. patra na krakorcích domě Neumannova 148

### Detail 1. patra na krakorcích domě Neumannova 148

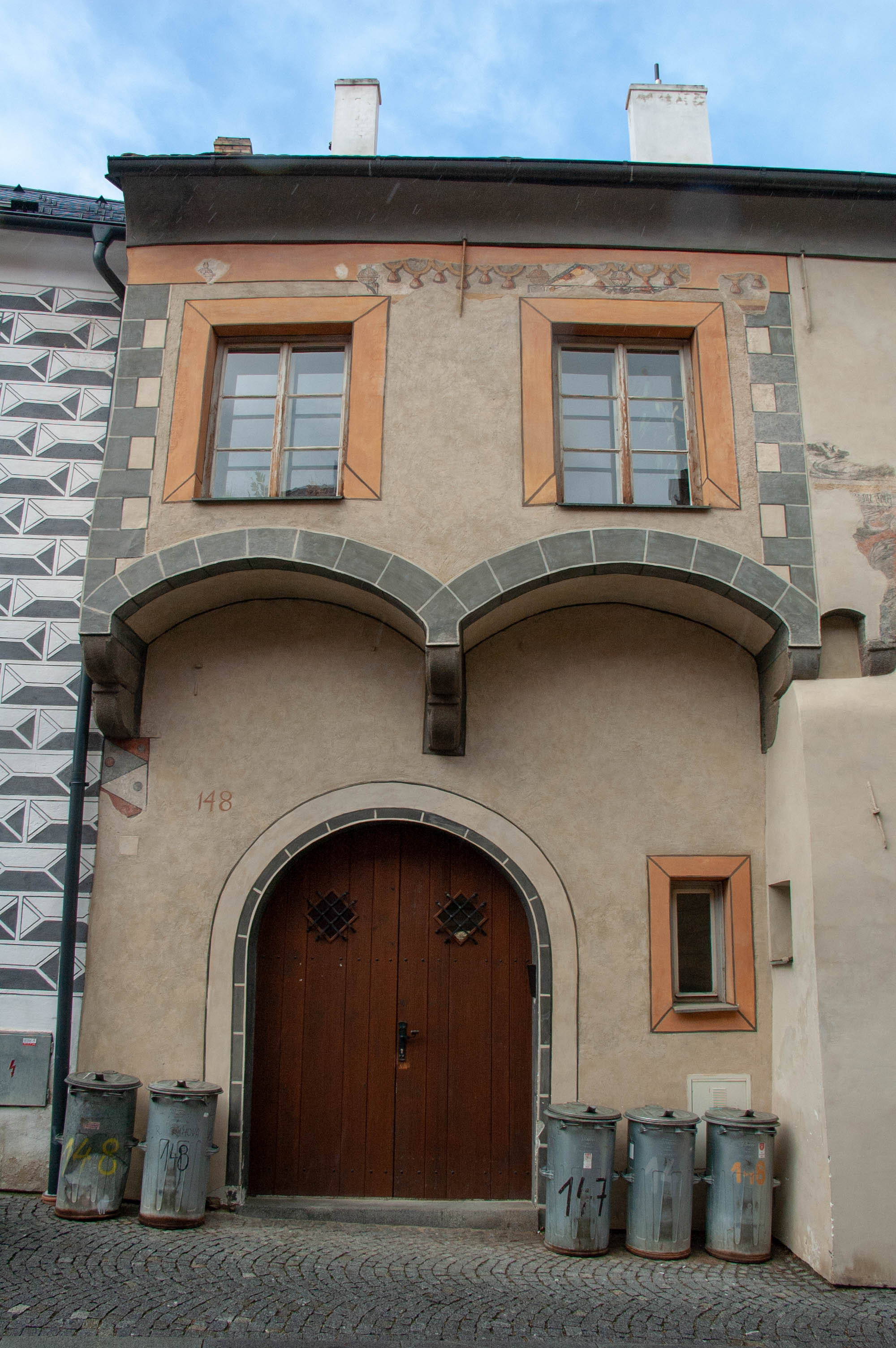
Vstupní portál v detailu
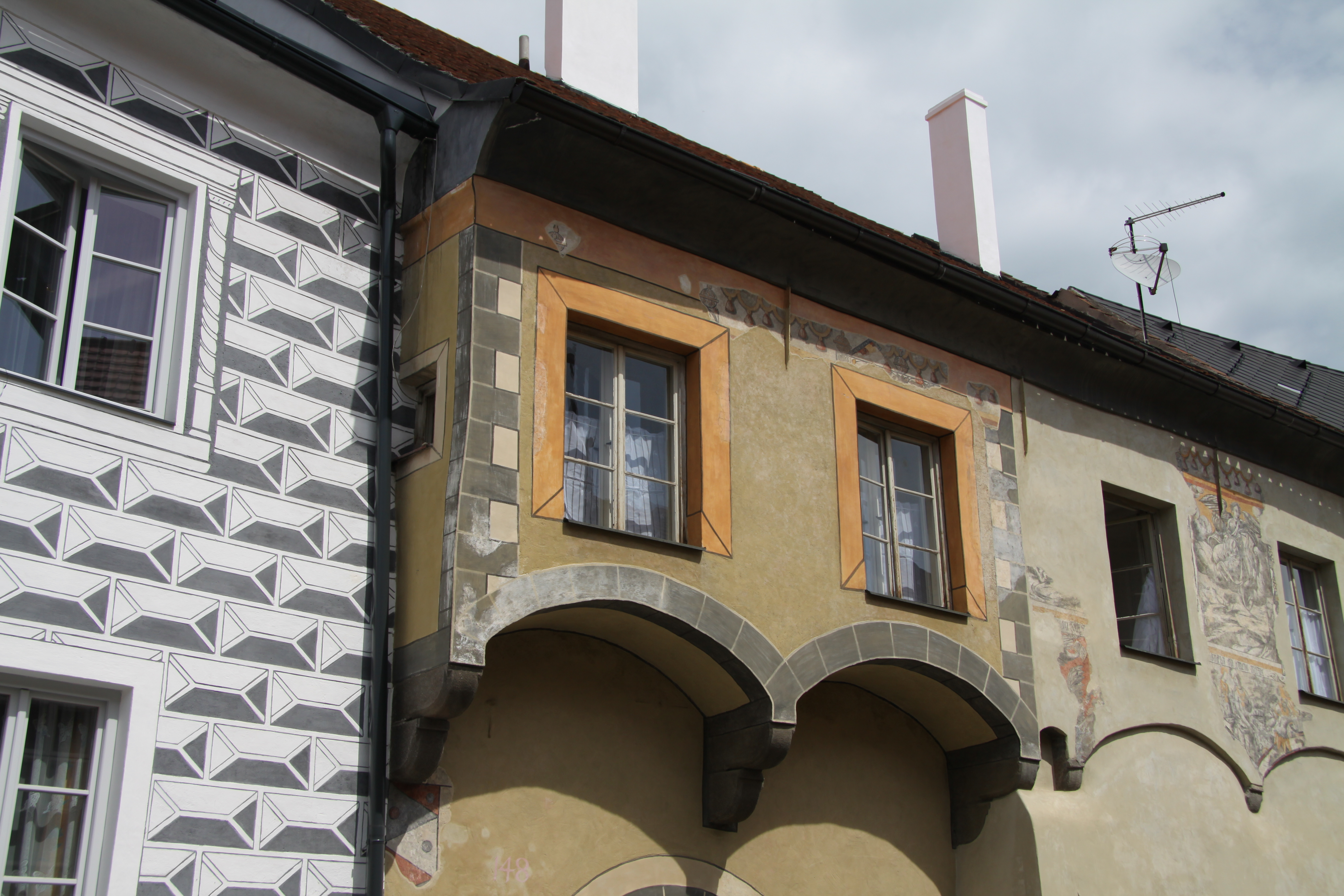
Detail 1. patra na krakorcích domě Neumannova 148